# Premio Marsili Aldrovandi
Il Premio Marsili Aldrovandi, talvolta ortografato Premio Marsili-Aldrovandi, è stato un premio artistico dell'Accademia Clementina di Bologna dal 1727 al 1803.
Il premio, istituito nel 1727 ispirandosi ai concorsi dell'Accademia di San Luca, inizialmente si chiamava Premio Marsili, diventando successivamente Premio Marsili Aldrovandi nel 1752.